# Stevia satureiifolia
Stevia satureiifolia là một loài thực vật có hoa trong họ Cúc. Loài này được Lam. miêu tả khoa học đầu tiên.